# 2004–2005-ös magyar férfi vízilabdakupa
A 2004–2005-ös magyar férfi vízilabdakupa a hetvennyolcadik kiírás volt a versenysorozat történetében. A kupára huszonhat csapat nevezett. A győzelmet a Vasas szerezte meg.

## Eredmények

### Előselejtező
szeptember 18–19.
A csoport (Pécs)
| Hely. | Csapat       | M | Gy | D | V | G+ | G– | Gk  | P | Továbbjutás vagy kiesés    |      | PVSK | Tipo | KAP  | KAN  |
| ----- | ------------ | - | -- | - | - | -- | -- | --- | - | -------------------------- | ---- | ---- | ---- | ---- | ---- |
| 1.    | Pécsi VSK    | 3 | 3  | 0 | 0 | 47 | 10 | +37 | 6 | Továbbjutott a selejtezőbe |      | —    | 10–5 | 12–4 | 25–1 |
| 2.    | Tipo VSC     | 3 | 2  | 0 | 1 | 25 | 19 | +6  | 4 |                            |      | 5–10 | —    | 12–6 | 8–3  |
| 3.    | Kaposvári VK | 3 | 1  | 0 | 2 | 23 | 29 | −6  | 2 |                            | 4–12 | 6–12 | —    | 13–5 |      |
| 4.    | CWG Kanizsa  | 3 | 0  | 0 | 3 | 9  | 46 | −37 | 0 |                            | 1–25 | 3–8  | 5–13 | —    |      |

B csoport (Hódmezővásárhely)
| Hely. | Csapat                    | M | Gy | D | V | G+ | G– | Gk  | P | Továbbjutás vagy kiesés    |      | BÉK  | SZEN | HÓD1 | HÓD2 |
| ----- | ------------------------- | - | -- | - | - | -- | -- | --- | - | -------------------------- | ---- | ---- | ---- | ---- | ---- |
| 1.    | TVSK Békéscsaba           | 3 | 3  | 0 | 0 | 31 | 21 | +10 | 6 | Továbbjutott a selejtezőbe |      | —    | 9–7  | 9–6  | 13–8 |
| 2.    | Bertók Szentes            | 3 | 2  | 0 | 1 | 28 | 23 | +5  | 4 |                            |      | 7–9  | —    | 11–7 | 10–7 |
| 3.    | Hódmezővásárhelyi VSC I.  | 3 | 1  | 0 | 2 | 25 | 26 | −1  | 2 |                            | 6–9  | 7–11 | —    | 12–6 |      |
| 4.    | Hódmezővásárhelyi VSC II. | 3 | 0  | 0 | 3 | 21 | 35 | −14 | 0 |                            | 8–13 | 7–10 | 6–12 | —    |      |

C csoport (Vác)
| Hely. | Csapat                    | M | Gy | D | V | G+ | G– | Gk  | P | Továbbjutás vagy kiesés    |      | BÁNKI | MIS  | VÁC  |
| ----- | ------------------------- | - | -- | - | - | -- | -- | --- | - | -------------------------- | ---- | ----- | ---- | ---- |
| 1.    | Bánki VSE                 | 3 | 3  | 0 | 0 | 23 | 9  | +14 | 6 | Továbbjutott a selejtezőbe |      | —     | 12–7 | 11–2 |
| 2.    | Miskolctapolcai Kékhullám | 3 | 2  | 0 | 1 | 20 | 16 | +4  | 4 |                            |      | 7–12  | —    | 13–4 |
| 3.    | Váci VSE                  | 3 | 1  | 0 | 2 | 6  | 24 | −18 | 2 |                            | 2–11 | 4–13  | —    |      |

D csoport (Vác)
| Hely. | Csapat         | M | Gy | D | V | G+ | G– | Gk  | P | Továbbjutás vagy kiesés    |      | MAFC  | NEP   | MSHC |
| ----- | -------------- | - | -- | - | - | -- | -- | --- | - | -------------------------- | ---- | ----- | ----- | ---- |
| 1.    | MAFC           | 3 | 3  | 0 | 0 | 29 | 15 | +14 | 6 | Továbbjutott a selejtezőbe |      | —     | 13–11 | 16–4 |
| 2.    | Neptun VSC     | 3 | 2  | 0 | 1 | 25 | 20 | +5  | 4 |                            |      | 11–13 | —     | 14–7 |
| 3.    | MAFC-Schönherz | 3 | 1  | 0 | 2 | 11 | 30 | −19 | 2 |                            | 4–16 | 7–14  | —     |      |

### Selejtező
szeptember 25–26.
A csoport (Szeged)
| Hely. | Csapat      | M | Gy | D | V | G+ | G– | Gk  | P | Továbbjutás vagy kiesés      |      | UTE  | VAS  | SZEG | CEG  |
| ----- | ----------- | - | -- | - | - | -- | -- | --- | - | ---------------------------- | ---- | ---- | ---- | ---- | ---- |
| 1.    | Újpesti TE  | 3 | 3  | 0 | 0 | 30 | 19 | +11 | 6 | Továbbjutott a negyeddöntőbe |      | —    | 8–7  | 7–4  | 15–8 |
| 2.    | Vasas SC    | 3 | 2  | 0 | 1 | 31 | 17 | +14 | 4 | Továbbjutott a negyeddöntőbe |      | 7–8  | —    | 11–9 | 13–0 |
| 3.    | Szegedi VE  | 3 | 1  | 0 | 2 | 28 | 21 | +7  | 2 |                              |      | 4–7  | 9–11 | —    | 15–3 |
| 4.    | Ceglédi VSE | 3 | 0  | 0 | 3 | 11 | 43 | −32 | 0 |                              | 8–15 | 0–13 | 3–15 | —    |      |

B csoport (Eger)
| Hely. | Csapat           | M | Gy | D | V | G+ | G– | Gk  | P | Továbbjutás vagy kiesés      |      | EGER | BHSE | OSC  | YBL  |
| ----- | ---------------- | - | -- | - | - | -- | -- | --- | - | ---------------------------- | ---- | ---- | ---- | ---- | ---- |
| 1.    | Egri VK          | 3 | 2  | 1 | 0 | 38 | 12 | +26 | 5 | Továbbjutott a negyeddöntőbe |      | —    | 7–7  | 14–4 | 17–1 |
| 2.    | Bp. Honvéd       | 3 | 2  | 1 | 0 | 31 | 15 | +16 | 5 | Továbbjutott a negyeddöntőbe |      | 7–7  | —    | 9–3  | 15–5 |
| 3.    | Orvosegyetem SC  | 3 | 1  | 0 | 2 | 18 | 29 | −11 | 2 |                              |      | 4–14 | 3–9  | —    | 11–6 |
| 4.    | Ybl Szent István | 3 | 0  | 0 | 3 | 12 | 43 | −31 | 0 |                              | 1–17 | 5–15 | 6–11 | —    |      |

C csoport (Szentes)
| Hely. | Csapat      | M | Gy | D | V | G+ | G– | Gk  | P | Továbbjutás vagy kiesés      |      | SZEN | BVSC | MAFC | BÁNKI |
| ----- | ----------- | - | -- | - | - | -- | -- | --- | - | ---------------------------- | ---- | ---- | ---- | ---- | ----- |
| 1.    | Szentesi VK | 3 | 2  | 1 | 0 | 33 | 7  | +26 | 5 | Továbbjutott a negyeddöntőbe |      | —    | 5–5  | 12–2 | 16–0  |
| 2.    | BVSC        | 3 | 2  | 1 | 0 | 29 | 10 | +19 | 5 | Továbbjutott a negyeddöntőbe |      | 5–5  | —    | 10–4 | 14–1  |
| 3.    | MAFC        | 3 | 1  | 0 | 2 | 14 | 26 | −12 | 2 |                              |      | 2–12 | 4–10 | —    | 8–4   |
| 4.    | Bánki VSE   | 3 | 0  | 0 | 3 | 5  | 38 | −33 | 0 |                              | 0–16 | 1–14 | 4–8  | —    |       |

D csoport (Szolnok)
| Hely. | Csapat          | M | Gy | D | V | G+ | G– | Gk  | P | Továbbjutás vagy kiesés      |      | FTC  | PVSK | SZOL | BÉK  |
| ----- | --------------- | - | -- | - | - | -- | -- | --- | - | ---------------------------- | ---- | ---- | ---- | ---- | ---- |
| 1.    | Ferencvárosi TC | 3 | 3  | 0 | 0 | 32 | 9  | +23 | 6 | Továbbjutott a negyeddöntőbe |      | —    | 5–2  | 7–5  | 20–2 |
| 2.    | Pécsi VSK       | 3 | 1  | 1 | 1 | 42 | 18 | +24 | 3 | Továbbjutott a negyeddöntőbe |      | 2–5  | —    | 9–9  | 31–4 |
| 3.    | Szolnoki VSC    | 3 | 1  | 1 | 1 | 41 | 18 | +23 | 3 |                              |      | 5–7  | 9–9  | —    | 27–2 |
| 4.    | TVSK Békéscsaba | 3 | 0  | 0 | 3 | 8  | 78 | −70 | 0 |                              | 2–20 | 4–31 | 2–27 | —    |      |

### Negyeddöntő
szeptember 30., október 2, 6, 7.
| 1. csapat  | Össz. | 2. csapat   | 1. mérk. | 2. mérk. |
| ---------- | ----- | ----------- | -------- | -------- |
| Vasas SC   | 21–17 | Újpesti TE  | 11–9     | 10–8     |
| Bp. Honvéd | 33–17 | Pécsi VSK   | 17–10    | 16–7     |
| Egri VK    | 18–8  | Szentesi VK | 10–3     | 8–5      |
| BVSC       | 11–14 | Ferencváros | 6–6      | 5–8      |

### Elődöntő
október 9., Eger, 
| 1. csapat   | Eredmény | 2. csapat  |
| ----------- | -------- | ---------- |
| Egri VK     | 14–13    | Bp. Honvéd |
| Ferencváros | 7–8      | Vasas SC   |

### 3. helyért
október 10., Eger
| 1. csapat  | Eredmény | 2. csapat   |
| ---------- | -------- | ----------- |
| Bp. Honvéd | 9–7      | Ferencváros |

### Döntő
| 2005. október 10. 18:45 | Vasas SC                      | 7–5 | Egri VK                                | Bitskey Aladár Uszoda, Eger Nézőszám: 1500 Játékvezetők: Németh Kiszelly |
| 2005. október 10. 18:45 | (1–2, 3–0, 2–0, 1–3)          |     |                                        | Bitskey Aladár Uszoda, Eger Nézőszám: 1500 Játékvezetők: Németh Kiszelly |
| 2005. október 10. 18:45 | Varga Dá. 4 Windisch 2 Hesz 1 |     | Kiss Cs. 2 Gór-Nagy 1 Fülöp 1 Seress 1 | Bitskey Aladár Uszoda, Eger Nézőszám: 1500 Játékvezetők: Németh Kiszelly |

A Vasas kupagyőztes csapatának tagjai: Gombos Gábor, Hesz Máté, Kállay Márk, Kelemen Zoltán, Keszthelyi Balázs, Mátyás Zoltán, Nagy Viktor, Németh II. Zsolt, Pecz Gábor, Steinmetz Ádám, Steinmetz Barnabás, Szenes Gergő, Sziklai Tamás, Varga Dániel, Vindisch Ferenc, vezetőedző: Földi László